# 阿貢·帝爾塔雅薩
阿貢為17世紀爪哇國君主之一，統治時間為1651年—1683年。阿貢同時間也是萬丹王國的蘇丹，在境內實行回教政教合一統治，為了抵抗荷蘭東印度公司，任內鼓勵英法兩國前往貿易。